# Prasinocyma inornata
Prasinocyma inornata là một loài bướm đêm trong họ Geometridae.